# 文献保存同志会
文献保存同志会是七七事变後中華民國境內成立的一個專門收購中國古籍的組織。

## 历史
1939年年底，位於上海的郑振铎、张元济等人致电重庆国民政府教育部、中英庚款董事会等机构，建议组织力量购买四處散落的图书。1940年2月4日，郑振铎主持起草了《文献保存同志会办事细则》，文献保存同志会在上海正式成立。张元济、张寿镛和何炳松3人出任該組織的委员。郑振铎負責购书活動；张寿镛负责購書的价格；何炳松负责管理经费及收发文件。购书经费由國民政府教育部和中英庚款董事会提供。該組織主要收購藏书家收藏的古籍。1941年12月8日，太平洋战争爆发，日軍攻入上海租界，文献保存同志会搜购古籍的工作终止。文献保存同志会购得善本古籍4864部、48000册。其中绝大部分于1948年年底被运往台灣，藏於臺北市的中央图书馆。